# Babbs Green
Babbs Green – wieś w Anglii, w hrabstwie Hertfordshire. Leży 6 km na północny wschód od miasta Hertford i 36 km na północ od centrum Londynu.